# دوري جزر القمر الممتاز
دوري جزر القمر هي الدرجة العليا لكرة القدم في جزر القمر، ويشارك في الدوري الممتاز 10 نادي. وتم تأسيسه في عام 1979.

## سجل أبطال دوري جزر القمر
| النادي                   | البطل | سنوات تحقيق البطولة                      |
| ------------------------ | ----- | ---------------------------------------- |
| الركن الشمالي ميتساميولي | 7     | 1980, 1986, 1990, 2001, 2005, 2007, 2011 |
| نادي ايلان ميتسوجي       | 3     | 1995, 2004, 2010                         |
| نجم الجنوب فومبوني       | 2     | 1991, 1992                               |
| اتحاد زيليمادجو          | 2     | 1993, 1998                               |
| جمعية موتسامودو          | 1     | 2006                                     |
| نادي النجم الذهبي        | 1     | 2008                                     |
| نادي أباتشيس             | 1     | 2009                                     |
| نادي جبل                 | 1     | 2012                                     |
| جمعية كوموروزين          | 1     | 2013                                     |

## وصلات خارجية
- تاريخ البطولة - rsssf.com